# 赫特福德鎮區 (北卡羅萊納州珀奎曼斯縣)
赫特福德鎮區（英語：Hertford Township）是位於美國北卡羅萊納州珀奎曼斯縣的一個鎮區。

## 地方資料
赫特福德鎮區的面積為121.85平方千米，當中陸地面積為120.27平方千米，而水域面積為1.58平方千米。根據2020年美國人口普查的數據，當地共有人口2453人，而人口密度為每平方千米20.13人。